# Australian Cultivar Registration Authority
El Australian Cultivar Registration Authority (ACRA) (Autoridad de Australia de Registro de Cultivares), es la delegación de la International Cultivar Registration Authority para Australia. Es un comité de representantes de los jardines botánicos de los estados, la sociedad hortícola Society for Growing Australian Plants, y la asociación de viveristas australianos Nursery Industry Association of Australia.
Este comité es el responsable de los registros de todos los nombres de cultivares de las plantas nativas Australianas, en coordinación con el Código Internacional de Nomenclatura para Plantas Cultivadas. También suministra asistencia en los derechos de los horticultores ("plant breeders' rights"), y en el registro de nuevas variedades de plantas declarado bajo el acta de los derechos de los horticultores Plant Breeder's Rights Act 1994.